# Abdul Kadir
Abdul Kadir Arsala (ar. الحاج عبد القادر, ur. 1951 w Dżalalabadzie, zm. 6 lipca 2002 w Kabulu) – afgański polityk, dawny lider Sojuszu Północnego, również były wiceprezydent tego kraju.
Był bratem Abdula Haqa, lidera Pasztunów, oraz gubernatorem prowincji Nangarhar. Po inwazji amerykańskiej na Afganistan zyskał sobie szacunek i przychylność miejscowej ludności. Oskarżany o znaczące powiązania ze stronami zaangażowanymi w wojnę afgańską, oraz handlarzami makiem lekarskim. Wraz z dwoma innymi liderami, Hazratem Alim Mohammedem Zamanem i Hadżim, stworzył Wschodnią Szurę. Dziennik Asia Times pisał, że Kadir był głównym kontrolerem wzrostu eksportu i heroiny, oraz że miał powiązania z CIA. Nominowany przez afgańskiego prezydenta trzecim wiceprzewodniczącym rządu i Ministrem Robót Publicznych. Jako prominentny członek rządu przejściowego, zyskał sobie poparcie Stanów Zjednoczonych. 6 lipca 2002 roku, Kadir i jego zięć zostali zabici z pistoletu typu gunmen. Ich zaskoczenie było zupełne. W 2004 roku jeden ze sprawców został skazany na karę śmierci, a dwie pozostałe osoby na kary wieloletniego więzienia.
Jeden z jego synów, Abdul Zahir Kadir jest wojskowym w rządzie Hamida Karzaja. Drugi, Hadżi Mohammed Zaher został zastrzelony w Kabulu w 2002 roku.